# Cavall (moneda)

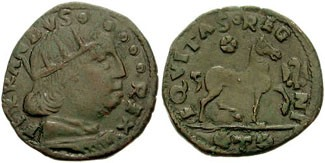
Cavall de Ferran el Catòlic, 1458-1494.

El Cavall és una moneda de Nàpols, emesa en diferents èpoques entre els segles XV i xviii. Dotze cavalls equivalien a dos tornesos o un gra d'or (1/600 unces d'or).